# Pam Casale-Telford
Pamela Casale-Telford (* 20. Dezember 1963 in Camden, New Jersey als Pamela Casale) ist eine ehemalige US-amerikanische Tennisspielerin.

## Karriere
Zwischen 1981 und 1988 nahm sie an Grand-Slam-Turnieren teil. Ihr bestes Abschneiden im Einzel war ein Achtelfinale bei den French Open 1986. Auf der WTA Tour erreichte sie vier Finale im Einzel sowie eins im Doppel, konnte aber keines gewinnen.

## Erfolge

### Einzel

#### Finalteilnahmen
| Nr. | Datum            | Turnier      | Kategorie         | Belag     | Turniersiegerin | Ergebnis      |
| --- | ---------------- | ------------ | ----------------- | --------- | --------------- | ------------- |
| 1.  | 30. August 1981  | Mahwah       | WTA Toyota Series | Hartplatz | Hana Mandlíková | 2:6, 2:6      |
| 2.  | 24. Oktober 1981 | Tokio        | WTA Toyota Series | Hartplatz | Marie Pinterova | 6:2, 4:6, 1:6 |
| 3.  | 3. Februar 1985  | Marco Island | WTA               | Hartplatz | Bonnie Gadusek  | 3:6, 4:6      |
| 4.  | 10. Oktober 1985 | Indianapolis | WTA               | Hartplatz | Bonnie Gadusek  | 0:6, 3:6      |

### Doppel

#### Finalteilnahmen
| Nr. | Datum         | Turnier         | Kategorie | Belag     | Partnerin       | Siegerinnen                | Ergebnis      |
| --- | ------------- | --------------- | --------- | --------- | --------------- | -------------------------- | ------------- |
| 1.  | November 1983 | Deerfield Beach | WTA       | Hartplatz | Mary-Lou Piatek | Bonnie Gadusek Wendy White | 1:6, 6:3, 3:6 |